# Jordhamn

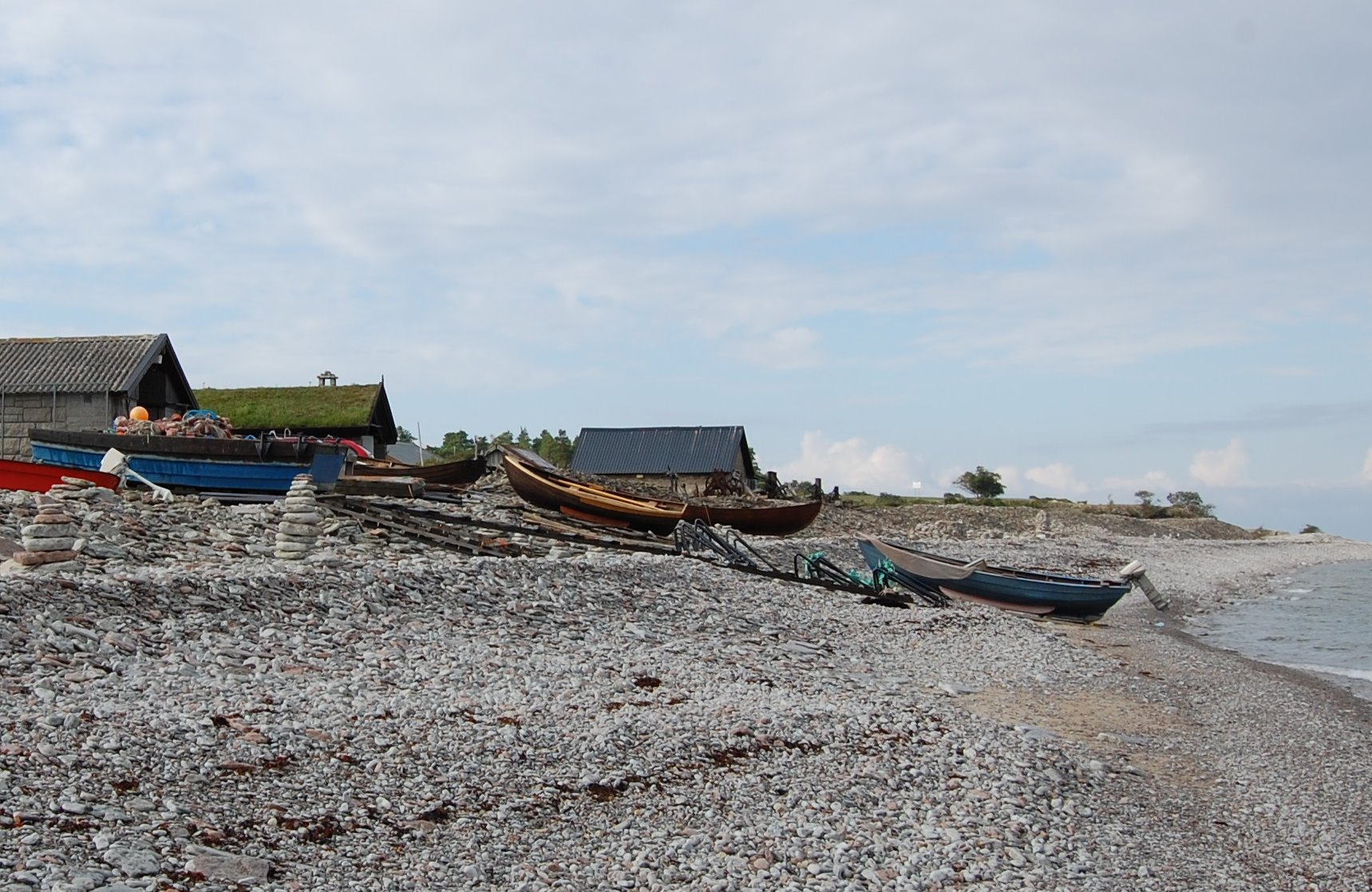
Strand von Jordhamn am Kalmarsund

Jordhamn ist ein zur Gemeinde Borgholm gehörendes Dorf auf der schwedischen Ostseeinsel Öland.
Das weniger als 50 Einwohner (Stand 2005) zählende Dorf liegt unmittelbar am Kalmarsund an der Westküste der Insel, einige Kilometer nördlich von Sandvik.
Bekannt ist der Ort durch die nördlich des Orts stehende Scheuermühle Jordhamn, die letzte erhaltene Scheuermühle Schwedens. Nördlich des Dorfes wird Kalkstein abgebaut. Im Dorf gibt es in kleinem Umfang Beherbergungsbetriebe.
Der Treudd nördlich von Jordhamn stammt vermutlich aus der Eisenzeit. Der Abstand zwischen den drei mit höheren Steinen aus rotem Granit markierten Eckpunkten beträgt etwa 12,0 m. 